# 다국적 기업
다국적 기업(多國籍企業, 영어: multinational corporation, MNC, multinational enterprise, MNE, transnational enterprise, TNE, transnational corporation, TNC, international corporation, stateless corporation)은 일반적으로 여러 나라에 걸쳐 영업이나 제조 거점을 두고서 국가나 정치적 경계에 구애받지 않는 세계적인 기업을 가리킨다. 다국적 기업은 시장, 기술, 경영 방법의 국제적 공동화를 이룬다. 이러한 다국적 기업의 일반적인 경향은 국내 기업 활동과 해외 활동의 구별이 없으며, 중요시하는 게 그 기업의 이익이며, 이익 획득을 위한 장소와 기회가 있으면 언제 어디로든 진출한다. 따라서 본국에 거점을 둔 본사와 각 거점은 모두 독립적인 이익 관리 단위의 성격이 있으며, 그 이익을 거점 자체의 경영 충실화를 위하여 현지 재투자를 원칙으로 한다.
활동 거점을 한 국가에 두지 않고 여러 나라에 걸쳐 세계적으로 활동하는 영리 기업이다. 19세기 말 남북 전쟁의 미국 회사들이 성장하여 시장을 지배한데서 유래하며, 미국의 석유 회사 스탠더드 오일, 필름 회사 이스트먼 코닥, 재봉틀 회사 싱어, 곡물 회사 매코믹, 스포츠 의류 회사 나이키, 아디다스 등이 있으며, 대한민국에서는 삼성그룹, LG, 현대자동차그룹이 대표적이다.
다국적 기업은 20세기 회사와 다른 면을 보인다. 우선 1890년대 회사는 대개 자국민을 고용하여 상품을 생산했지만, 1990년대 다국적 기업은 외국 노동력을 고용하여 엄청난 양의 상품을 외국에서 만들었다. 또한 19세기 말의 회사는 대개 천연 자원이나 공산품을 팔았던 것에 비해, 20세기 말 다국적 회사는 디자인, 기술적 지식, 경영 테크닉, 조직 혁신 등을 판다. 또한 다국적 기업은 ‘국내’ 시장과 ‘국제’ 시장을 구분하지 않았으며, 막대한 광고 예산을 책정, 캠페인을 벌여 사람이 상품을 추구하도록 만들었다.

## 개념
다국적기업이 무엇인가에 대하여는 여러 견해가 있다. 다국적기업을 자본형태·규모 등 외형적인 특징을 기준으로 정의하는 예도 있고 다국적화의 동기와 기업형태에 따라 정의하기도 하며 다국적기업을 발전단계에 따라 구분하여 정의하는 경우도 있다.
국제연합에서는 다국적기업을 2개국 이상에서 자산(資産)을 소유·경영·지배하는 기업결합체라고 정의하여, 전형적인 다국적기업이란 규모가 방대할 뿐 아니라 과점적 시장지배(寡占的市場支配)가 가능한 동시에 매출액이 수십억 달러에 이르며 범세계적 자회사망을 유지하고 있는 기업이라고 규정하고 있다.
그러나 이와 같은 다국적기업의 정의는 국제경제의 현실을 정확히 설명하는 것은 아니다. 왜냐하면 다국적기업은 단순한 자산의 지배에 있는 것이 아니라 보다 높은 초과이윤의 실현을 위한 자본운동의 변형양식(變形樣式)이라는 데 있기 때문이다. 그런 뜻에서 Ｍ. 윌킨스의 정의는 보다 사실에 접근하고 있다. 그는 미국 다국적기업의 사적 전개를 다룬 『다국적기업의 출현』에서 '그것은 해외에 있어서 판매 이외의 사업에도 직접 투자를 행하고 활동영역인 해외 제국에 있어서 현지의 전통에 적응하고 그것을 존중하며 당사국의 법제도하에서 의사·행동하는 영리조직을 말하는 것'이라고 쓰고 있다.
이것을 보다 확대 심화시키면 다국적기업이란 자본이 정치적 주권을 갖는 나라들이 설정한 관세 각종 무역보호장벽을 넘어서 당사국내에서 외국자본에 대해 가해지는 법률상의 차별적 대우를 배제 또는 허구화시키고 보다 높은 초과이윤을 획득하기 위해서 설립한 현지법인(現地法人)을 의미하는 것으로 된다는 것이다. 그러나 이것만으로 다국적기업의 개념이 제대로 밝혀진 것은 아니다.
자본주의는 그 성격에 있어서 중세 봉건사회가 갖는 폐쇄성과는 달리 범세계적인 성격을 지니고 있다. 따라서 이와 같은 자본주의의 범세계적 성격은 선진자본에 의한 자본운동의 과정에서 후진 제민족에 대한 자본주의의 강요 과정으로서 식민지 지배를 낳았으며, 식민지 지배를 통해 자본주의적 범세계성을 세계경제의 형성과 더불어 관철시켜 왔다. 그리고 이와같은 식민지 지배는 구체적인 국가간의 관계에 있어서 지배와 피지배의 관계로 되나 자본의 입장에서는 지배에 의한 정치적 장벽의 제거로 보다 높은 이윤을 위한 경제활동 영역의 확대로 된다. 따라서 지난날의 식민지 지배체제 곧 자본 수출국의 국가권력에 의한 일정 지역의 정치·군사적인 장악이 자본의 국제활동 영역의 확대로 되는 경우에 있어서는 자본은 본래적인 자기 모습 즉 본국 자본의 이름으로 활동하고, 다른 모습 즉 현지법인의 설립을 필요로 하지 않는다. 그러나 이와 같은 지배관계가 존재하지 않고 현지 주민이 외국자본의 운동에 대항하여 자기이익을 옹호하는 정치권력을, 그것이 비록 형식적으로나마 갖고 있는 경우 자본은 운동과정에서 자기변형을 강요받지 않을 수 없게 된다. 여기에 똑같은 자본운동이면서 오늘날 선진독점자본이 자본수출국에서 그 나라 법률에 적응하는 현지법인을 설립하지 않을 수 없고 이른바 다국적기업이 천의 얼굴을 갖는 괴수(怪獸)로 될 수밖에 없는 이유가 있다. 곧 다국적기업은 전형적으로는 자본주의가 갖는 범세계적 성격을 집약적으로 표현하는 낡은 식민지 지배체제가 무너진 전후 세계의 소산이다. 따라서 그것은 어떤 말로 이야기 되건 보다 높은 초과이윤의 실현을 위한 외국 자본운동의 변형양식이다.

## 역사적 배경
다국적기업의 생성을 전후에 한정지으려는 견해가 일반적이나 그 원형은 전전에 이미 주어지고 있다. Ｍ. 윌킨스는 『다국적기업의 사적 전개』에 대한 그의 연구에서 일찍이 미국에 있어서 다국적기업은 1914년 이전에 이미 광범위하게 존재하고 있었다는 것을 입증하고 있다.
그는 미국의 다국적기업이 시장지향형적 투자(자국 내 사양산업유치 및 판매시장화)와 자원지향형적 투자(원료 공급시장화 및 가공품 판매시장화)로 구분될 수 있으며 주요한 시장지향형 투자는 세계의 선진제국에 대한 것이며, 자원지향형적 권익의 대부분은 라틴아메리카 내지 캐나다에 있었던 것이라는 것을 지적하고 있다. 그리고 그는 이와 같은 미국 자본의 다국적화·현지 법인화의 원인을 다음과 같은 데서 들고 있다.
첫째 1893년과 1897년간의 합중국에서 공황은 국내의 수요에 제한을 가함으로써 직접적으로는 상품잉여를 갖는 회사가 국내에서 판매할 수 없는 상품의 배출구로서 외부 시장에 주목했는데 이로 인하여 간접적으로는 많은 미국의 회사가 도산했다고는 하지만 잔존한 기업이 거대회사로 성장하고 이들 기업의 해외에서의 활동 여지를 보다 확대시켰다는 데서 든다. 둘째로는 국내에서의 거대기업의 성장이 국제 사업활동의 출현에 영향을 주었던 것과 같이 합중국에 있어서 정치적 변화 또한 이에 영향을 미쳤다. 그것은 1890년의 셔먼 반트러스트법 그리고 미국의 대외정책이 재외기업의 원조를 표명했다는 데 있으며, 그것은 구체적으로 1899년의 존 해이 국무장관에 의한 문호개방 각서(통상의 기회 균등의 주장 및 중국은 유럽인이나 일본인의 세력권으로서 분할 또는 영유되어서는 안 된다는 언명)와 1909년 태프트 대통령에 의한 해외 미국기업에 대한 원조방침을 제시한 행정지침으로 되어 있다고 지적한다. 셋째로 대표적인 것으로 일본에 대한 미합중국의 대외정책의 변화가 일본과의 불평등조약의 파기로 되고 이것이 일본으로 하여금 관세장벽을 도입하는 기회를 주고 그에 따라 미국의 사업가들은 제조업에 투자하든지 그렇지 않으면 시장을 상실해야 하는 상태에 빠뜨렸다는 것 등을 들고 있다. Ｍ. 윌킨스가 지적하는 이와 같은 것들은 미국 다국적기업의 생성요인을 제시하고 있으나 미국도 본질적으로는 식민지배국가의 일원이었다는 사실에서 또한 현실적인 운동형태에서도 차이는 없다.

## 다국적 기업의 목적
- 수출 시장의 확보와 증대: 종래 자국 상품의 수출만을 하고 있던 나라에 그 상품을 제조하는 공장을 설립, 현지 제조, 현지 마케팅을 행하기 위해서이다. 생산적 입지 조건의 우위성은 현지 생산에 의한 현지 특혜 관세의 혜택을 받을 수 있으며, 수출 시장의 상실을 적극적으로 방지, 현지 생산에 따르는 원료, 반제품 등의 새로운 수출 증대를 시킬 수 있다.
- 유리한 산업 입지 획득의 목적: 노동 집약적 산업의 경우 자금이 낮은 국가에 진출하는 것이 보다 유리하므로 진출한다.
- 자원 확보의 목적: 자국 내에서 충족시킬 수 없는 부족한 자원을 확보하기 위하여 진출한다.
- 잉여 생산력의 해외 이전: 자국 내의 구식화된 공장 시설을 해외에 이전, 그 능률적인 이용을 도모하기 위해서다.
- 기업 이윤의 유지: 자국 내의 기업 이윤율의 감퇴를 상대적으로 이윤율이 높은 해외 시장에서 커버하여 전체적으로 자기 기업의 이윤을 유지하기 위하여 진출한다.
- 경영 관리의 갭 해소의 목적: 기술 제휴나 소극적 자본 진출의 경우 파트너에게 기술과 자금을 제공하여 주지만 경영 관리 기술의 미숙 등으로 소기의 목적을 달성하기 어려울 때 진출한다.
- 국력의 해외 진출: 국가적 견지에서 자국의 경제력을 해외에 진출시켜 경제적으로나 정치적으로 국제적 지위를 높이려는 속셈으로 기업 진출을 장려하는 경우이다.
  - 다국적 기업의 경영에의 성패 여부는 ① 민족주의의 장벽을 넘어서 인물, 자금 및 정보와 같은 경영 자원의 피투자 국가에의 이전 및 전수 문제, ② 현지화된 경영의 전개 문제, ③ 범세계적으로 산재한 영업 거점의 초거대 경영을 본사에 의한 통합 조정을 어떻게 할 것인가의 문제 등을 해결하는 데 달려 있다.

## 다국적 기업의 특성
- 다수의 국가에서 활동한다.
- 연구, 개발, 제조 활동을 통하여 피투자 국가의 GNP 성장에 기여한다.
- 그 경영을 다수의 국적인이 관리한다.
- 국내 활동, 국외 활동의 구별없이 이익 획득을 위한 장소와 기회만 있으면 어디든지 진출한다.
- 세계의 어디든 활동의 본거지로 보며, 본국은 단지 그 활동의 한 분야에 지나지 않는다.
- 국가, 국적, 국경을 넘어 활동하므로 세계 각지에 분산되어 있는 영업의 거점에는 세계 각국의 국적을 갖는 현지 법인으로서의 기업이 각각 설립된다.
- 유가 증권에 의한 간접 투자가 아니라 직접 투자에 의한 현지 사업 단위를 외국에 두고 생산 및 마케팅 활동을 수행하는 기업이다.
- 다국적 기업에서의 해외 사업 활동은 본사와는 상대적인 독립성을 가지고 있으며, 그것은 본사를 중심으로 통일적 원리에 따라 지배되고 수행된다.

## 다국적 기업과 이전가격
이전 가격(transfer pricing)의 조작은 본사와 지사 간에 실무 거래가 있는 경우에 가능하다. 즉 본사가 해외 지사에 수출하는 경우에는 이전 가격을 높게 책정함으로써 자금을 본사로 이전시킬 수 있으며, 반대로 지사가 본사에 수출하는 경우에는 이전 가격을 낮게 책정함으로써 똑같은 효과를 보게 된다. 이러한 과실 송금은 배당, 이자, 기타 경영 관리비 등의 수단에 부과되는 원천세(withholding tax)라든가 또는 기타의 규제가 이전 가격에는 적기 때문이다.

## 기업의 다국적화 단계
- 국내 기업 단계: 국내에서 생산한 제품을 단지 국내 시장을 대상으로 판매 활동을 하면서 기업의 성장과 발전을 추구하는 단계이다. 따라서 자본은 물론 판매와 구매 등 대부분의 경영 활동은 해외 시장과 관련을 맺고 있지 않으며, 단지 국내 시장의 개척에만 기업 활동의 중심적인 경영 노력이 집중된다.
- 해외 진출 단계: 이 단계는 수출 촉진을 위하여 담당자가 해외에 파견되어 거래처와 직접 관계 업무에 대한 교섭을 벌이게 되고, 해외 정보의 수집 등도 필요해지는 단계이다.
- 기술 제휴 기업 단계: 이 단계는 해외 기업과의 기술 제휴를 기업 활동에 포함시켜 자본이나 기술의 수출입을 중요시하는 방향으로 기업 활동을 전개하는 단계이다. 이 단계에서의 기업 활동의 주요 대상이 되는 것은 특허상표 등의 해외 진출인데, 이러한 활동을 전개한 결과 기업은 해외 시장과 직접적인 관계는 물론 상호 밀접한 관계를 맺게 된다.
- 현지 진출 기업 단계: 이 단계는 국내에서만 사업 기구를 가지고 있던 기업이 해외에 현지 사업 단위를 설치하여 스스로 구매, 판매, 보관, 조립, 생산 등과 같은 활동을 직접 수행하는 단계로서, 현실적인 다국적 기업이라 할 수 있다. 그리고 해외 각 지역에서 전개되고 있는 지사의 경영 활동의 성과가 기업의 경영 활동에 크게 영향을 미치므로 경영에는 국제적 시야에 입각한 관리 체계의 확립이 요구되며, 해외 각지에서 생산 유통을 담당하는 기구를 설치하게 되고, 여기에 각국의 종업원 및 투자자가 경영 활동에 참가하게 되어 기업의 경영 기반이 완전히 다국적화되는 상황에 이른다.

## 다국적 기업 간의 협력

### 기업 간 통합에 의한 이윤 추구
- 수직적 통합: 수직적 통합(vertical combination, 垂直的統合) 이란 원재료의 획득에서 최종제품의 생산,판매에 이르는 전체적인 공급과정에서 기업이 이 일정 부분을 통제하는 전략으로 다각화의 한 방법이다. 수직적 통합은 전방통합과 후방통합의 한가지로 구분할 수 있다. 원료를 공급하는 기업이 생산기업을 통합하거나, 제품을 생산하는 기업이 유통채널을 가진 기업을 통합하는 것을 전방통합(前方統合)이라 하며, 이는 기업의 시장지배력을 강화시키기 위한 전략으로 사용된다. 반면 유통기업이 생산기업을 통합하거나, 생산기업이 원재료 공급기업을 통합하는 것을 후방통합(後方統合)이라하며, 이는 기업이 공급자에 대한 영향력을 강화하기위한 전략으로 사용된다. 서구에서는 철강, 석유정제와 같은 원료산업에서 수직적 통합이 진행되어 왔다. 예를 들면 거대한 철강 제조업체는 철광산이나 점결탄광(粘結炭鑛)을 후방통합하고, 나아가서는 철강 2차산품에도 진출(전방통합)하고 있다.

수직적 통합의 이점은 다음과 같다.
1. 거래 비용의 감소: 수직적 통합은 기업내부에서 원자재를 획득하거나 자체의 유통망을 통해 판매하는 등의 활동을 통해 시장 거래를 내부 거래로 대체함으로써 거래 비용을 줄일 수 있다.
2. 용이한 조정: 기업간 거래는 상당한 조정 비용이 수반되는데, 이러한 거래 활동을 내부화하게 되면, 조정이 원활하게 이루어지고, 이에 따라 조정 비용이 절감되며, 원료 조달이나 제품의 판로가 확보됨으로써 안정적인 기업 활동이 유지 될 수 있다.
3. 품질 향상: 후방 통합을 통해 양질의 원재료를 안정적으로 공급받음으로써 고품질을 유지할 수 있으며, 전방 통합을 통해 유통망을 확보함으로써 고객에게 차별적인 서비스의 제공이 가능해진다.
4. 시작 지배력의 강화: 수직적 통합을 통해 양질의 희소한 원료 공급원을 확보하거나 독점적인 유통망을 구축함으로써 원가 우위나 차별화를 달성하고 시작 지배력을 강화할 수 있다.

그러나 이러한 기술적인 경제성은 수직적 통합 그 자체를 완전하게 설명하여 주지는 못한다. 왜냐하면 제철생산과정과 같이 여러 생산단계에서 실질적인 기술적인 경제성이 존재한다고 하더라도 각 생산단계를 다른 기업이 소유하면서 시장을 통합 거래관계로 생산 활동을 효율적으로 운영할 수도 있기 때문이다. 다시 말하면, 기술적인 경제성은 수직적 통합의 필요조건은 되지만 충분조건은 되지 못한다(수직적 통합의 충분조건은 여러 기업이 시장을 통해 거래관계를 맺는 것보다 한 기업이 모든 수직적 관련활동을 수행함으로써 시장에서의 거래비용을 줄일 수 있다는 것이다).
- 수평적통합: 수평적 통합[horizontal combination, 水平的統合] 이란 동일 업종의 기업이 동등한 조건하에서 합병·제휴하는 일을 일컫는다. 수직적 통합과 대비되는 개념으로, 일반적으로 기업 규모가 확대되면 같은 업종의 기업들을 인수, 합병하여 기업의 활동 범위와 지리적 범위를 확대하게 되는데 세계의 주요기업은 어느 것이나 주로 수평적 통합에 의하여 기업규모를 확대하여 왔다.

수평적 통합의 이점은 다음과 같다.
1. 대기업간의 통합의 경우에는 시장점유율을 높여 가격선도자(price leader) 역할을 수행할 수 있다.
2. 중소기업의 경우에는 생산설비능력이 증가하여 생산규모 확대의 장점을 확보할 수 있다.
3. 또한, 판매망을 강화할 수 있으며 자금조달력도 강해지는 등 기업은 각종의 유익을 얻을 수 있다.

그러나 국민경제적으로 보면, 대기업 통합의 경우 경쟁이 일부 제한되어 경제의 메커니즘이 경직화되고 피통합 대기업에서는 임직원이 해고되는 등의 문제가 발생할 수 있다.

### 산업 네트워크 형성
- 산업 네트워크의 형성: 기업 간의 협력과 경쟁이 연구 개발•생산•서비스•홍보 등의 분야에서 더욱 긴밀하게 이루어지면서 산업 네트워크로 발전했다. 산업 네트워크의 유형에는 크게 생산 네트워크와 서비스 네트워크가 있다.

- 생산 네트워크: 다양한 반제품과 부품의 조립, 생산 과정에서 요구되는 다양한 기술 등을 여러 기업이 분업을 통해 처리하기 위해 형성한 네트워크를 말한다. 생산 네트워크는 한 곳에 기업들이 같이 모여서 형성하는 더 큰 경제단위의 기업들간의 상호관계이다. 이 관점은 기업들의 상호관계의 특징과 정도를 강조한다. 생산네트워크가 같은 상품을 생산할 때 수직적으로 형성하는 가치사슬 관계뿐만 아니라, 이 상품을 생산할 때 형성하는 기업들 간의 모임관계도 포함한다.

같은 상품을 생산하는 과정 중의 여러 가지 고리를 강조하는 가치사슬 수직관계보다 생산네트워크의 개념은 더 넓다. 여러 가지 가치사슬 고리들의 수직관계뿐만 아니라, 같은 고리에 위치하는 기업들 간의 수평관계도 포함한다. 최근 기술•지식 집약적 첨단 산업과 정보 산업의 발달로 생산 네트워크는 더욱 복잡해졌다.
- 서비스 네트워크 : 금융, 디자인, 광고, 법률, 회계, 인력의 교육 및 재교육, 기술 개발 등 다양한 서비스 분야의 기업 네트워크를 뜻한다. 기업 활동을 지원하는 생산자 서비스업의 발달로 기업 외부에서 이루어지는 서비스 네트워크도 다양하고 복잡해졌다.

## 전망
일반적으로 제기되고 있는 다국적기업에 대한 논의는 선진국 상호간의 문제, 그리고 그들을 주축으로 한 세계경제의 문제로 제시되고 있다. 따라서 그들 상호간의 문제를 중심으로 제기된 문제는 구체적인 우리의 문제는 아니다. 우리의 경우 문제는 보다 본질적인 자본에 의한 지배와 종속의 문제로 된다. 다국적기업은 그것이 자본주의가 갖는 범세계성의 구체적 추진사인 다국적기업이 갖는 국제성 때문에 개별 주권국가와의 모순을 심화시킬 것이나 다국적이 갖는 국가성 때문에 계속적으로 유용한 자본운동 방식으로서의 직접적 투자방식으로 될 것이다. 그리고 이 과정에서 다국적 기업은 개발도상국과의 관련을 심화시킬 것으로 생각되고 있다. 그러나 다국적기업의 개발도상국 진출은 남북 문제의 해결에는 크게 공헌하지 못할 뿐 아니라 도리어 그 해결을 곤란하게 할 것으로 전망되고 있다. 그것은 다국적기업이 자본운동에서 직접투자를 위한 한 형식인 한 불가피한 필연적 귀결이다.

## 주요 기업
- 한국지엠 (인천 부평구 소재)
- 르노코리아자동차 (부산 강서구 소재)
- 롯데그룹
- 한국HP
- 유한킴벌리
- LG유니참

## 같이 보기
- 국제 관계
- 국제 경영
- 공급망 관리

## 참고 자료
- 《다국적기업관리》. 박병길. 2006. 박영사[쪽 번호 필요]
- 《다국적기업 경영학》. 안세영. 2006. 박영사[쪽 번호 필요]
- 《다국적기업 전략과 관리》. 반병길, 이인세, 김성영. 2007. 박영사[쪽 번호 필요]
- 《전후 자본주의의 변화와 다국적기업》. 최성일. 2005. 세종출판사[쪽 번호 필요]
- 조광철, 《수직적 통합이 계열기업의 원가구조와 수익성에 미치는 영향에 관한 실증연구》, 국회 전자도서관, 2008년 2월, pp.8-9